# Arcidiocesi di Corrientes

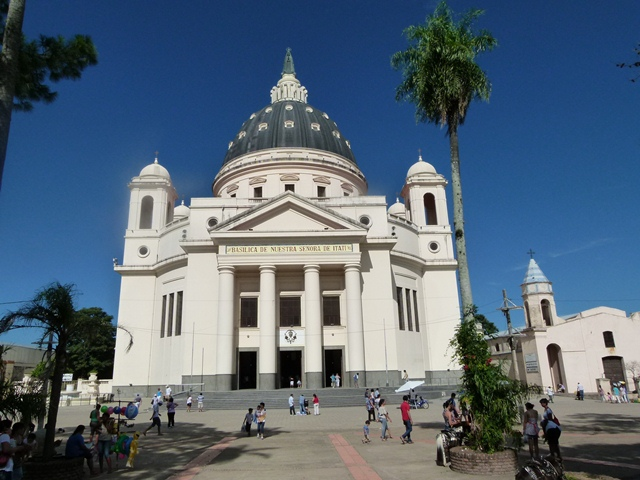
La basilica minore di Nostra Signora di Itatí.

L'arcidiocesi di Corrientes (in latino Archidioecesis Corrientensis) è una sede metropolitana della Chiesa cattolica in Argentina. Nel 2023 contava 967.000 battezzati su 1.197.553 abitanti. È retta dall'arcivescovo José Adolfo Larregain, O.F.M.

## Territorio
L'arcidiocesi comprende 13 dipartimenti della provincia di Corrientes: Bella Vista, Berón de Astrada, Capital, Concepción, Empedrado, General Paz, Itatí, Mburucuyá, Saladas, San Cosme, San Luis del Palmar, San Miguel e San Roque.
Sede arcivescovile è la città di Corrientes, dove si trova la cattedrale di Nostra Signora del Rosario. A Itatí sorge la basilica minore di Nuestra Señora de Itatí.
Il territorio si estende su 26.218 km² ed è suddiviso in 50 parrocchie.

### Provincia ecclesiastica
La provincia ecclesiastica di Corrientes, istituita nel 1961, comprende 5 suffraganee:
- diocesi di Goya,
- diocesi di Oberá,
- diocesi di Posadas,
- diocesi di Puerto Iguazú,
- diocesi di Santo Tomé.

## Storia
L'erezione della diocesi di Corrientes fu disposta di papa Pio X con decreto della Congregazione Concistoriale del 21 gennaio 1910 e sancita con bolla il 3 febbraio successivo, ricavandone il territorio dalla diocesi di Paraná (oggi arcidiocesi).
La nuova diocesi comprendeva per intero 2 province dell'Argentina, Corrientes e Misiones.
Originariamente suffraganea dell'arcidiocesi di Buenos Aires, il 20 aprile 1934 entrò a far parte della provincia ecclesiastica di Paraná.
L'11 febbraio 1957 cedette una porzione del suo territorio a vantaggio dell'erezione della diocesi di Posadas.
Il 10 aprile 1961 ha ceduto un'altra porzione di territorio a vantaggio dell'erezione della diocesi di Goya e contestualmente è stata elevata al rango di arcidiocesi metropolitana con la bolla Nobilis Argentina Respublica di papa Giovanni XXIII.
Il 3 luglio 1979 ha ceduto un'ulteriore porzione di territorio a vantaggio dell'erezione della diocesi di Santo Tomé.

## Cronotassi dei vescovi
Si omettono i periodi di sede vacante non superiori ai 2 anni o non storicamente accertati.
- Luis María Niella † (3 febbraio 1911 - 30 novembre 1933 deceduto)
- Francisco Vicentín † (13 settembre 1934 - 5 aprile 1972 ritirato)
- Jorge Manuel López † (5 aprile 1972 - 19 gennaio 1983 nominato arcivescovo di Rosario)
- Fortunato Antonio Rossi † (26 novembre 1983 - 7 aprile 1994 ritirato)
- Domingo Salvador Castagna (22 giugno 1994 - 27 settembre 2007 ritirato)
- Andrés Stanovnik, O.F.M.Cap. (27 settembre 2007 - 22 febbraio 2025 ritirato)
- José Adolfo Larregain, O.F.M., succeduto il 22 febbraio 2025

## Statistiche
L'arcidiocesi nel 2023 su una popolazione di 1.197.553 persone contava 967.000 battezzati, corrispondenti all'80,7% del totale.
| anno | popolazione | popolazione | popolazione | presbiteri | presbiteri | presbiteri | presbiteri                | diaconi | religiosi | religiosi | parrocchie |
| anno | battezzati  | totale      | %           | numero     | secolari   | regolari   | battezzati per presbitero | diaconi | uomini    | donne     | parrocchie |
| ---- | ----------- | ----------- | ----------- | ---------- | ---------- | ---------- | ------------------------- | ------- | --------- | --------- | ---------- |
| 1950 | 650.000     | 850.000     | 76,5        | 118        | 48         | 70         | 5.508                     |         | 65        | 80        | 41         |
| 1966 | 298.000     | 310.000     | 96,1        | 72         | 36         | 36         | 4.138                     |         | 36        | 87        | 25         |
| 1970 | 300.000     | 315.000     | 95,2        | 72         | 36         | 36         | 4.166                     |         | 39        | 106       | 27         |
| 1976 | 320.000     | 325.000     | 98,5        | 67         | 31         | 36         | 4.776                     | 1       | 53        | 65        | 37         |
| 1980 | 245.000     | 295.964     | 82,8        | 63         | 28         | 35         | 3.888                     |         | 56        | 67        | 35         |
| 1990 | 461.000     | 466.000     | 98,9        | 22         | 6          | 16         | 20.954                    | 3       | 28        | 38        | 20         |
| 1999 | 494.000     | 506.000     | 97,6        | 73         | 46         | 27         | 6.767                     | 7       | 29        | 65        | 34         |
| 2000 | 506.000     | 517.718     | 97,7        | 76         | 49         | 27         | 6.657                     | 7       | 37        | 65        | 35         |
| 2001 | 518.000     | 530.318     | 97,7        | 75         | 48         | 27         | 6.906                     | 7       | 37        | 65        | 41         |
| 2002 | 480.000     | 780.778     | 61,5        | 53         | 49         | 4          | 9.056                     | 8       | 7         | 65        | 41         |
| 2003 | 789.851     | 929.236     | 85,0        | 80         | 75         | 5          | 9.873                     | 8       | 8         | 65        | 41         |
| 2004 | 865.820     | 930.991     | 93,0        | 87         | 67         | 20         | 9.951                     | 20      | 22        | 65        | 43         |
| 2006 | 880.649     | 946.936     | 93,0        | 96         | 76         | 20         | 9.173                     | 21      | 23        | 64        | 49         |
| 2013 | 941.000     | 1.011.000   | 93,1        | 92         | 65         | 27         | 10.228                    | 29      | 47        | 61        | 52         |
| 2016 | 904.000     | 1.040.000   | 86,9        | 80         | 62         | 18         | 11.300                    | 38      | 44        | 54        | 50         |
| 2019 | 932.185     | 1.081.700   | 86,2        | 90         | 70         | 20         | 10.357                    | 42      | 23        | 26        | 50         |
| 2021 | 949.970     | 1.101.630   | 86,2        | 89         | 69         | 20         | 10.673                    | 42      | 25        | 22        | 50         |
| 2023 | 967.000     | 1.197.553   | 80,7        | 89         | 70         | 19         | 10.865                    | 42      | 23        | 22        | 50         |